# لوائح وسائل الإعلام
لوائح وسائل الإعلام هي قواعد يتم فرضها من قبل سلطة القانون. تختلف المبادئ التوجيهية لاستخدام وسائل الإعلام في جميع أنحاء العالم. ويمكن أن يكون لهذه اللائحة، عن طريق القانون أو القواعد أو الإجراءات أهداف مختلفة مثل التدخل لحماية "مصلحة عامة" معلنة أو تشجيع المنافسة والسوق الإعلامية الفعالة أو وضع معايير تقنية مشتركة.
والأهداف الرئيسية لتنظيم وسائل الإعلام هي الصحافة والإذاعة والتلفزيون ولكن يمكن أن تشمل أيضًا الأفلام الموسيقى المسجلة وتكنولوجيا الأقمار الصناعية والتخزين والتوزيع (الأقراص والأشرطة وما إلى ذلك) والإنترنت والهواتف المحمولة.

## المؤسسات الرئيسية
التوازن بين الحريات المحددة الإيجابية والسلبية.
ويجب الموازنة بين الحريات السلبية المحددة، وتشريع دور المؤسسات الإعلامية في المجتمع وضمان حريتها في التعبير والنشر والملكية الخاصة والتجارة والمشاريع، من خلال تشريع يكفل الحرية الإيجابية للمواطنين في الحصول على المعلومات والتوازن بين الدولة والسوق
الإعلام في موقف بين التجارة والديمقراطية ويقتضي ذلك تحقيق توازن بين الحقوق والالتزامات وللحفاظ على التوازن التعاقدي يتوقع المجتمع من وسائل الإعلام أن تأخذ امتيازها بشكل مسوؤل إلى جانب ذلك، فشل قِوى السوق في ضمان النطاق الواسع من الآراء العامة وحرية التعبير الحرص على التوقع والتأكيد اضافه الطابع الرسمي على التنظيم في وسائل الإعلام.

## خدمة عامة
مزيد من المعلومات عن وسائل الإعلام العامة وتصحيح فشل التسويق
إن وسائل الإعلام التجارية التي تسيطر عليها قوى السوق الاقتصادية لا تقدم دائما منتجا يلبي جميع الاحتياجات لا تتم دائما خدمة مصالح الأطفال والأقليات بشكل جيد وكثيراً ما يُستهان بالأخبار السياسية وتُختزل إلى الصحافة الصفراء والشعارات والتلميحات الصوتية والروايات وتقارير وفضائح المشاهير والترفيه الإعلامي.
ويعتبر ذلك مشكلة بالنسبة للعملية الديمقراطية عندما لا توفر وسائل الإعلام التجارية تغطية متوازنة وشاملة للقضايا والمناقشات السياسية.
وقد نفذ العديد من البلدان في أوروبا واليابان وسائل إعلام ممولة من القطاع العام وتلتزم بتقديم خدمات عامة من أجل تلبية الاحتياجات التي لا تلبيها  الإعلام التجارية المجانية.
غير أن وسائل الإعلام العامة تتعرض لضغط متزايد بسبب منافسة وسائل الإعلام التجارية و الضغط السياسي.

## حسب البلد

### مصر
تشمل قوانين التنظيم في مصر وسائل الإعلام والنشر الصحفي. ويمكن أن يعاقب بموجب هذه القوانين أي شكل من أشكال نشر البيانات الصحفية للجمهور بما يتعارض مع الدستور المصري. تم وضع هذا القانون لتنظيم تداول المعلومات المضللة على الإنترنت. يمكن اتخاذ إجراءات قانونية على أولئك الذين يشاركون حقائق كاذبة. ا سيتم تفويض المجلس الأعلى للإعلام في مصر بوضع أكثر من 5000 متابع على وسائل التواصل الاجتماعي أو مع مدونة شخصية أو موقع تحت الإشراف. تم حجب أكثر من 500 موقع في مصر قبل صدور القانون الجديد في عام 2018. ويجب أن تمر المواقع الإلكترونية من خلال "المجلس الأعلى لإدارة الإعلام" في مصر للحصول على ترخيص نشر موقع على الإنترنت.
كان تنظيم الإعلام في مصر محدوداً دائماً، ولكن كما في السنوات الأخيرة، أصبح محدوداً أكثر. في عام 2018، تم وضع قانون لمنع الصحافة وأي منفذ إعلامي من نشر محتوى ينتهك الدستور المصري، أو يحتوي على أي "عنف أو عنصرية أو كراهية أو تطرف". إذا كان أي محتوى يسبب شواغل أمنية وطنية أو تم بثه على أنه "أخبار كاذبة"، فإن الحكومة المصرية ستفرض حظرا على تلك المنابر الإعلامية التي تنتج تلك الوسائط. القانون المعروف باسم "قانون SCMR"، يضع خطة تقييد تنظيم الإعلام التي تسمح للسلطات الحكومية أن تكون قادرة على حظر المحتوى وأولئك الذين يريدون أن يكونوا قادرين على إنتاج المحتوى، أو قادرين على نشر الويب
في الفترة المبكرة من التاريخ الحديث للصين، كانت العلاقة بين الحكومة والمجتمع غير متوازنة للغاية. تسيطر الحكومة على الشعب الصيني وتسيطر على وسائل الإعلام، مما يجعل وسائل الإعلام سياسية للغاية.
قلل الإصلاح الاقتصادي من الوظيفة الحاكمة لوسائل الإعلام وخلق ميلًا لوسائل الإعلام الجماهيري للدفاع عن المجتمع وليس فقط السلطة. البنية السابقة غير المتوازنة بين الحكومة ذات السلطة والمجتمع الضعيف قد خففت بسبب السياسة على مستوى ما، ولكن لم يتغير حقا حتى ظهور الإنترنت. في البداية لم ينظر المنظمون إلى الإنترنت كفئة من وسائط الإعلام الجماهيرية بل كأسلوب من أساليب الأعمال التجارية. أدى التقليل من قوة الإنترنت كأداة اتصالات إلى نقص تنظيم الإنترنت. ومنذ ذلك الحين، غيرت شبكة الإنترنت أساليب الاتصال والبنية الإعلامية وأطاحت بنمط التعبير الصوتي العام في الصين.
والواقع أن الجهات التنظيمية لم ولن تسمح لشبكة الإنترنت بالخروج عن نطاق السيطرة. في السنوات الأخيرة، كانت الإستراتيجية عند الاقتراب من الإنترنت هي التنظيم أثناء التطوير.
تشكلت لوائح الإنترنت في الصين بشكل عام من خلال:
- التشريعات

الصين هي التي تملك أكبر قدر من التشريعات في العالم. ووفقاً للإحصاءات، وحتى تشرين الأول/أكتوبر 2008، نشرت 14 إدارة مختلفة مثل المجلس الوطني لنواب الشعب الصيني، وإدارة الدعاية للحزب الشيوعي الصيني، ومكتب الإعلام التابع لمجلس الدولة، أكثر من 60 قانوناً يتعلق بتنظيم الإنترنت.
- الإدارة

أقسام تنظيم الإنترنت في الصين لديها توزيع العمل الخاص بها. ووزارة الصناعة وتكنولوجيا المعلومات مسؤولة عن تطوير وتنظيم الصناعة، ووزارة الأمن العام هي التي تنظم الأمن وتحارب الجرائم، وإدارة الدعاية هي التي تقود النظام الذي تنظم فيه إدارات الثقافة والإذاعة والصحافة والتعليم وغيرها محتويات المعلومات.
- التحكم الفني

تقوم إدارات تنظيم الإنترنت بتقييد التعبير الخاطئ والسلوكيات من خلال تقنيات مثل حجب المعلومات السلبية على الاستقرار الاجتماعي وتنفيذ نظام الاسم الحقيقي من خلال الإنترنت.
- مراقبة جدول الأعمال

يتطلب التواصل لوضع العلاقة بين أهداف المعلومات المتوقعة والأهداف الحقيقية، وتوجيه اتجاه المعلومات للوصول إلى التوقعات.
- تعديل الهيكل

تسعى وسائل الإعلام التقليدية التابعة للحكومة لتطوير الإنترنت مع نظام إدارة مرن نسبيًا لزيادة قوة التواصل لوسائل الإعلام الرئيسية لمنافسة التواصل الاجتماعي.
- التدريب

يقوم المنظم بتوصيل توقعات بيئة الإنترنت إلى السكان من خلال التدريب والتثقيف لوعي الناس المكثف حول المعايير السلوكية.

### الاتحاد الأوروبي
قامت معظم الدول الأعضاء في الاتحاد الأوروبي باستبدال لوائح ملكية وسائل الإعلام بقوانين المنافسة. وقد وضعت مجالس الإدارة هذه القوانين لحماية المستهلكين من الممارسات التجارية من خلال ضمان وجود منافسة عادلة في اقتصاد السوق المفتوحة. غير أن هذه القوانين لا يمكن أن تحل مشكلة تقارب وسائط الإعلام وتركيزها.

### النرويج
وتتسم نظم وسائط الإعلام في البلدان الاسكندنافية بالاحتكار الثنائي، حيث تقوم ببث خدمة عامة قوية وتدخل حكومي قوي بشكل دوري. وأدخل هالين ومانسيني النظام الإعلامي النرويجي بوصفه محافظاً ديمقراطياً. بدأت الصحف في وقت مبكر وتطورت بشكل جيد للغاية دون تنظيم الدولة حتى الستينات. وساعد صعود صناعة الإعلان الصحف الأقوى على النمو بشكل متزايد، في حين أن المنشورات الصغيرة كانت تكافح في قاع السوق. وبسبب انعدام التنوع في صناعة الصحف، اتخذت الحكومة النرويجية إجراءات أثرت على حرية التعبير الحقيقية. وفي عام 1969، بدأت الحكومة النرويجية في تقديم إعانات للصحف المحلية الصغيرة. ولكن هذه الطريقة لم تكن قادرة على حل المشكلة تماما. وفي عام 1997، أجبر المشرعون النرويجيون، بسبب القلق من تركز ملكية وسائط الإعلام، على سن قانون ملكية وسائط الإعلام الذي يسند إلى هيئة وسائط الإعلام النرويجية سلطة التدخل في قضايا وسائط الإعلام عندما تتعرض حرية الصحافة . تم تعديل القانون في عامي 2005 و 2006 و تم تنقيحه في عام 2013.
إن الركيزة الأساسية للتنظيم النرويجي قطاع وسائط الإعلام هي ضمان حرية التعبير، والتعددية الهيكلية، واللغة والثقافة الوطنية ، وحماية الأطفال من المحتوى الإعلامي الضار. وتشمل الحوافز التنظيمية ذات الصلة قانون ملكية وسائط الإعلام، وقانون البث، وقانون استقلال التحرير. وذكر المجلس النرويجي لحقوق الإنسان 1988 أن الافتراض الأساسي لجميع نظم وسائط الإعلام النرويجية هو أن وسائط الإعلام تعمل كقوة معارضة للسلطة. إن الشرط الذي يتعين على وسائل الإعلام أن تقوم به لتحقيق هذا الدور هو البيئة السلمية التي تتميز بالتنوع في ملكية التحرير وحرية التعبير. وادعى الكتاب الأبيض رقم 57 أنه لا يمكن تحقيق تنوع المحتوى الحقيقي إلا من خلال وسائط تحرير مستقلة ومتعددة الملكية يقوم إنتاجها على مبادئ المهنية الصحفية. ضمان هذا التنوع، تنظم الحكومة النرويجية الظروف الإطارية لوسائل الإعلام وتركز في المقام الأول على الملكية التعددية.

### المملكة المتحدة
بعد تحقيق ليفيسون، تم إنشاء هيئة التعرف على الصحافة بموجب الميثاق الملكي للتنظيم الذاتي للصحافة للحكم على ما إذا كان منظمو الصحافة يستوفون المعايير الموصى بها من قبل تحقيق ليفيسون للاعتراف بها بموجب الميثاق. وبحلول عام 2016، كان للمملكة المتحدة هيئتان جديدتان لتنظيم الصحافة هما: المنظمة المستقلة لمعايير الصحافة، التي تنظم معظم الصحف الوطنية والعديد من وسائط الإعلام الأخرى،  وإمبريس التي تنظم عدداً أقل بكثير من المنافذ الإعلامية ولكنها الهيئة التنظيمية الوحيدة التي يعترف بها حزب الشعب الثوري (منذ تشرين الأول/أكتوبر 2016).  كما يشرف أوفكوم على استخدام وسائل التواصل الاجتماعي والأجهزة في المملكة المتحدة. ذكرت البي بي سي أن أوفكوم يحلل استخدام وسائل الإعلام للشباب (الذين تتراوح أعمارهم بين 3 و 15 سنة) لجمع معلومات عن كيفية استخدام المملكة المتحدة لوسائل الإعلام الخاصة بهم، وتنظم الاتصالات السلكية واللاسلكية خدمات البث (التلفزيون والإذاعة والفيديو حسب الطلب)

### الولايات المتحدة
يمنع التعديل الأول لدستور الولايات المتحدة الحكومة من تقييد حرية التعبير أو حرية الصحافة. ومع ذلك، هناك بعض الاستثناءات لحرية التعبير. وعلى سبيل المثال، هناك لوائح تتعلق بهيئات البث العامة: إذ تحظر لجنة الاتصالات الاتحادية بث المواد "المخلة بالآداب" على موجات البث العامة. أدى التعرض العرضي لحلمة جانيت جاكسون خلال الاستراحة العرض في سوبر بول إلى تمرير قانون إلزام الحشمة الإذاعية لعام 2005 الذي زاد الحد الأقصى للغرامة التي يمكن أن تصل إلى FCC للبث غير اللائق من 32،500 دولار إلى 325،000-مع الحد الأقصى للمسؤولية من 3 ملايين دولار. وذلك لحماية الأفراد الأصغر سنا من التعبيرات والأفكار التي تعتبر مسيئة. لم تصل المحكمة العليا للولايات المتحدة إلى الإنترنت بعد .

### البرازيل
يضمن الدستور البرازيلي، الذي كتب في عام 1988، حرية التعبير دون رقابة. كما يحمي خصوصية الاتصالات ما لم يكن ذلك بأمر من المحكمة. ويحمي الدستور الصحفيين في البرازيل وهم يستطيعون الإبلاغ بحرية  العديد من وسائط الإعلام في البرازيل يملكها أو يستثمرون فيها سياسيون الذين لهم تأثير على قراراتهم التحريرية. ويتغير الكثير من لوائح وسائط الإعلام في البرازيل مع تغيير الحكومة، ولم تتوسع الحكومة الحالية إلا قليلا جدا في القوانين المتعلقة بتنظيم وسائط الإعلام التي كان يكفلها دستورها في الماضي حرية التعبير.
أحد القوانين التي أصدرتها الحكومة الحالية هو قرار جديد يهدف إلى الحد من الإزالة التعسفية لحسابات مواقع التواصل الاجتماعي.

### فيجي
وفي حزيران  2010، أصدرت حكومة فيجي قرار تطوير قطاع الإعلام لعام 2010 الذي أنشئت بموجبه هيئة تطوير قطاع الإعلام في فيجي، والذي يفرض أخلاقيات الإعلام التي تحكم جميع المنظمات الإعلامية في فيجي، ونفذت الهيئة عقوبات تشمل الغرامات والسجن في حالة أي انتهاكات أخلاقية. الهدف من القرار هو تعزيز الإبلاغ المتوازن والنزيه والدقيق في فيجي.

## النقد
اقترح أنتوني  وسليمان أن السلطة تحتاج إلى إصدار قوانين إعلامية متنوعة تتمركز في مكافحة الاحتكار ومكافحة احتكار القلة مع الشرعية الديمقراطية لأن وسائل الإعلام مهمة للأمن القومي والاستقرار الاجتماعي. التنظيم العالمي التقنيات الإعلامية الجديدة هو ضمان التنوع الثقافي في المحتوى الإعلامي، وتوفير مساحة حرة للوصول العام والآراء والأفكار المختلفة دون رقابة. كما تحمي اللائحة استقلال ملكية وسائط الإعلام من هيمنة الشركات المالية القوية، وتحميها من الهيمنة التجارية والسياسية.
في الصين، احتمال أن الفيلم الذي وافق عليه المجلس المركزي للرقابة السينما يمكن حظره بسبب عدم موافقة كادر رائد محدد لم يتم القضاء عليه. ذكر كاتب السيناريو الصيني وانغ شينغ دونغ أن التنظيم على الأدب والفن يجب أن يستند إلى القوانين وليس تفضيل بعض الأفراد. وفي مجال الإعلام، يجب وضع تشريعات ذات صلة في أقرب وقت ممكن وتطبيقها تطبيقاً صارماً لتجنب أن يطغى بعض القادة على القانون لسلطتهم في التحكم في محتوى الإعلام.